# 青春のポップス (NHK総合)
『青春のポップス』（せいしゅんのポップス）は、1998年4月5日から2002年3月17日までNHK総合テレビで放送されていた音楽番組（リクエスト番組）である。

## 概要
1960年代・1970年代・1980年代にヒットしたポピュラーミュージックを、和洋を問わずに取り上げていた番組。視聴者から寄せられたリクエストをもとに曲目を決め、それらをゲスト歌手の歌声で聴かせていた。他にニュージーランド出身の姉弟デュオ・rua （クリスティ & クリントン）がレギュラー出演し、番組の歴代エンディングテーマを歌唱した。

本番組の開始前、1996、1997年5月3日に『黄金のポップス』、1997年8月9日に『青春のポップス サマーライブ』と特別番組を放送していた（1997年は西城秀樹が司会）。
1999年4月24日と同年6月12日には、『土曜特集』枠で本番組の総集編『青春のポップス増刊号』が放送された。

## 放送時間
いずれも日本標準時。
- 日曜 23:25 - 23:54 （1998年4月5日 - 1999年3月21日）
- 毎月最終日曜 23:00 - 23:44 （1999年5月30日 - 2000年2月27日） - 最終週以外にはこの時間帯で『推理バラエティー 誰もいない部屋』を放送。
- 月曜 23:00 - 23:39 （2000年3月27日 - 2001年3月26日）
- 日曜 23:10 - 23:49 （2001年4月1日 - 2002年3月17日）

## 出演者

### 司会
- 西城秀樹（1998年4月5日 - 2002年3月17日）

### アシスタント
- 森口博子（1998年4月5日 - 1999年3月21日） - アシスタントを降りた後も、2000年4月24日に一度だけゲスト歌手として出演した。
- 早見優（1999年4月24日 - 2000年2月27日）
- 西田ひかる（2000年3月27日 - 2002年3月17日） - アシスタントに就く前にもたびたびゲスト歌手として出演していた。

### ゲスト歌手
五十音順。
- あおい輝彦
- アグネス・チャン
- 安藤和津
- 石井聖子
- 石嶺聡子
- 五輪真弓
- 岩崎宏美
- 岩崎良美
- 上田正樹
- 宇崎竜童
- 大橋純子
- 荻野目洋子
- 尾崎紀世彦
- 加山雄三
- グッチ裕三
- 工藤静香
- 小柳ゆき
- 今陽子
- 沢田知可子
- サンプラザ中野
- 島田歌穂
- 庄野真代
- タケカワユキヒデ
- つのだ☆ひろ
- 露崎春女
- 内藤やす子
- 布施明
- 本田美奈子
- 松崎しげる
- マリーン
- マルシア
- 森川美穂
- 由紀さおり
- 渡辺真知子
- 和田アキ子

## エンディングテーマ
いずれもruaが担当。
- 天使のささやき（英語：When will I see you again）
- 見つめあう恋（英語: There's a Kind of Hush）
- 愛は翼にのって（英語: The Wind Beneath My Wings）
- ディスタンス
- スーパースター